# Vitas
Vitas, pseudonimo di Vitalij Vladasovič Gračëv (in russo Виталий Владасович Грачёв?; Daugavpils, 19 febbraio 1979), è un cantautore e attore russo con cittadinanza ucraina.

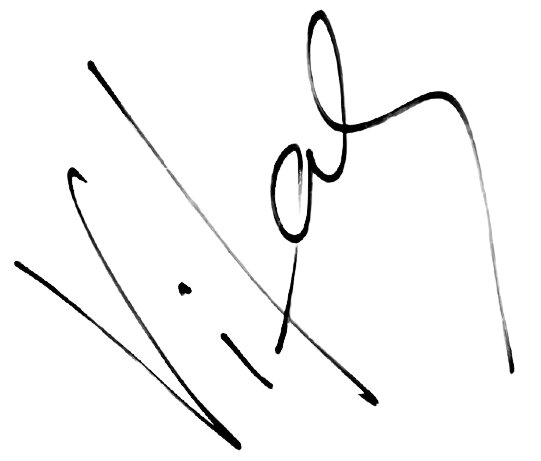
Firma di Vitas.

Conosciuto per il suo falsetto e un'estensione vocale di 7 ottave, gli è stato dato il soprannome di "Principe dalla Voce di Delfino" e "Voce di diamante" in Cina. La sua musica è spesso difficile da classificare, incorpora elementi di techno, dance, musica classica, jazz e musica popolare. Il suo brano Opera No. 2 (Opera #2, uscito come singolo nel 2001) è diventato virale grazie ad Internet, e gli ha dato la maggior parte dei riconoscimenti in tutto il mondo.
Vitas ha ottenuto riconoscimenti tramite la televisione russa, e dal 2005 la sua carriera si è spinta al mercato asiatico. Ha firmato contratti con etichette discografiche come la Universal, che distribuisce la sua musica a Taiwan, e ha girato tutta la Cina in tour e diversi altri Paesi. Ha duettato con molti cantanti, come Demis Roussos, Lucio Dalla e suo nonno Arkadij Davydovič Marancman (Аркадий Давыдович Маранцман).

## Biografia

### Infanzia
Vitas nasce il 19 febbraio 1979 a Daugavpils, Lettonia. Poco dopo la nascita si sposta ad Odessa, Ucraina, insieme alla famiglia. La madre, Lidija, era una sarta e il padre Vladislav è un ingegnere. È di origini russe, lettoni ed ebraiche.
Mostra un interesse nella musica già da giovanissimo. Il suo primo strumento, regalatogli dal nonno, era un tamburello. Il nonno gli insegnò anche a suonare la fisarmonica, e Vitalij inizia a scrivere le proprie canzoni. Ispirandosi al suo idolo Michael Jackson, Vitalij si esibisce in balletti ed imitazioni, dapprima davanti alla famiglia e poi a teatro. Durante l'adolescenza frequenta una scuola di musica, dove perfeziona le tecniche di imitazione vocale e recitazione. Si esibisce in vari festival musicali e produzioni teatrali, con il nome di Vitas.
È proprio durante uno spettacolo teatrale che, nel 1999, fu notato dal produttore Sergej Pudovkin. A Vitas fu chiesto di andare con lui a Mosca, e l'invito fu prolungato in base alle sue capacità recitative: Pudovkin non l'aveva ancora sentito cantare.
Esibendosi con il brano Opera No. 2 davanti a molteplici altri artisti, tra cui la famosa cantante russa Alla Pugačëva, a Vitas fu subito offerto un contratto discografico.

### Inizio carriera
Vitas attirò l'attenzione del pubblico in Russia nel 2001, con il singolo Opera No. 2, che fu notevole per la sua voce sorprendentemente alta ed energica. Nel video musicale, Vitas interpreta un eccentrico uomo solitario con le branchie che vive in una vasca da bagno, circondato da vasetti pieni di pesci, e suona la fisarmonica nudo.
La tournée Philosophy of Miracle che Vitas aprì al Cremlino il 29 marzo 2002, stabilì un record per Vitas come l'artista più giovane ad essersi mai esibito in concerto in tale sede prestigiosa. Ha anche presentato la sua collezione di moda "Autumn Dreams" al Cremlino il 29 settembre 2002.
Vitas ricevette un invito dal cantautore italiano Lucio Dalla ad esibirsi con lui con questa canzone al concerto "San Remo a Mosca" al Cremlino nel 2003. La voce di Vitas incantò non solo il pubblico ma Dalla stesso, quindi l'autore invitò Vitas a Roma a prendere parte alle prove della Tosca, la versione moderna dell'opera.
Come dedica alla madre, morta nel 2003, Vitas ha pubblicato due album, The Songs of My Mother e Mama. The Songs of My Mother include brani classici russi che sono a volte considerati le "riserve d'oro" della musica popolare russa. Mama include diverse nuove canzoni composte da Vitas. Nel novembre 2003 presentò la sua seconda tournée, The Songs of My Mother al Russia Concert Hall di Mosca. Paragonato all'aspetto pomposo della tournée precedente Philosophy of Miracle, The Songs of My Mother era più conservativa e incentrata attorno ai brani classici russi. Dal 2004 al 2006, il management di Vitas continuò la tournée in Russia e Stati Uniti, Germania, Kazakistan, Israele e Paesi Baltici.
In aggiunta alla sua carriera canora, Vitas ebbe un ruolo nella serie televisiva Beloved Scoundrel in inglese, e Сволочь ненаглядная in russo, in cui recitava (ironicamente) la parte di un cantante pop con una voce stranamente alta. Ha anche recitato nella commedia Crazy Day.

### Sviluppo musicale e d'immagine
Nel giugno 2006, Vitas fu invitato dalla CCTV a prendere parte al grande evento "The Year of Russia in China" a Pechino. Vitas si è esibito con due brani, Star e Opera No.2. Questo segnò l'inizio della sua popolarità in Cina. Negli anni successivi, ha girato la Cina in tournée e si è esibito alla cerimonia di benvenuto delle Olimpiadi di Pechino 2008.
La tournée "Return Home" di Vitas iniziò nel 2006, con un'atmosfera conservativa simile a Songs of My Mother. Il concerto di San Pietroburgo del 2 marzo 2007 esce in DVD sul suo sito internet e in alcuni Paesi, anche se alcune canzoni furono rimosse. L'intero concerto di Mosca fu in seguito pubblicato in DVD, ma è disponibile solo sul sito internet di Vitas e ai suoi concerti.
Nell'ottobre 2007, Vitas firmò un contratto con l'estinta etichetta americana Gemini Sun Records. La Gemini Sun ha pubblicato una compilation CD + DVD con 8 video musicali e i brani corrispondenti su CD, e in più una bonus track: Vitas: Artist Who You Have Been Waiting For. Nel 2008 Vitas ha pubblicato Light of A New Day, una traccia di 40 minuti di soli vocalizzi e musica. Il brano è disponibile come download gratuito sul suo sito, ed è stato molto acclamato dai fan per l'uso in musicoterapia.
La tournée Sleepless Night include concerti in Cina e fu una presentazione più elaborata del precedente Return Home. Vitas si è esibito in un concerto di Return Home a Bucarest, Romania, il 25 febbraio 2009. Tale concerto è stato mandato in onda sui canali TV romeni TVR2 e TVRi, ricevendo gli ascolti più alti dell'anno. In un concerto di beneficenza, Vitas si è esibito con The Star il 12 maggio 2009 nella provincia di Sichuan in memoria delle vittime del terremoto avvenuto l'anno precedente; il brano Mommy and Son venne pubblicato alla fine di ottobre 2009 in ricordo delle vittime.
Vitas ha recitato nel film cinese Mulan, presentato a Pechino il 16 novembre 2009, nel ruolo di Wude. Ha registrato dei brani per la colonna sonora del film.
Ad inizio 2011, Vitas si è esibito in sette concerti di Sleepless Night in Nord America, a New York, Toronto, Chicago, Miami, Vancouver, Los Angeles e San Francisco. È inoltre apparso nel film cinese The Founding of a Party, nel ruolo di Grigorij Vojtinskij. Ha recitato con Huang Shengyi nel musical One Night To Be Star.
Nel maggio 2015, lo show comico statunitense The Soup pubblicò sulla propria pagina Facebook un'esibizione di Vitas del 2001, in cui canta The 7th Element, con la didascalia "Non sappiamo cosa stia succedendo ma non riusciamo a smettere di guardare". Il suo look alieno, le coreografie stravaganti e il brano originale scatenarono subito l'interesse internazionale verso l'artista, generando oltre due milioni di visualizzazioni in poco più di un mese e spingendo Vitas ad aggiungere nuove date del suo tour negli Stati Uniti e nel Canada nel 2016.
Nell'edizione 2019 del Tomorrowland, partecipa come guest star durante il set del Dj australiano Timmy Trumpet.

### Immagine
All'inizio della sua carriera, Vitas fu presentato al pubblico come un alieno. I costumi erano molto appariscenti, dallo stile futuristico; la testa rasata e i colletti alti contribuivano ad aumentare l'aspetto "extraterrestre" dell'artista, oltre alle scenografie anch'esse futuristiche e stravaganti.
Dal 2003, dopo la morte della madre, che non approvava lo stile "alieno" impostogli dal management, Vitas comincia ad adottare un abbigliamento più sobrio, sempre mantenendo una certa stravaganza. Dal 2005 si esibisce sempre in completi decorati con strass e paillettes, ispirati a quelli degli idoli Michael Jackson ed Elvis Presley, disegnati da lui stesso. Per il tour Sleepless Night del 2010, il cantante riporta lo stile futuristico, con costumi ispirati ai samurai e ai faraoni, alternandoli ai classici completi.
Inoltre, dal 2003 i suoi concerti sono privi di scenografie eccessive e puntano sulla sola presenza dell'artista. Vitas viene sempre accompagnato dalla band DIVA (ДИВА), e solo occasionalmente da un'orchestra e alcuni ballerini.

## Vita privata
All'inizio della sua carriera Vitas si mantenne molto riservato riguardo alla sua vita privata, e il manager rifiutava ogni intervista sull'argomento, per aumentare il mistero attorno alla sua figura.
Nel 2006, dopo 7 anni di relazione, sposa Svetlana (Светлана). La coppia ha due figli: Alla (Алла), nata nel 2008, e Maksim (Максим), nato nel 2014.
Il cantante fu arrestato il 10 maggio 2013 per aver tamponato una ciclista mentre guidava in stato d'ebbrezza. La ciclista non ha subito danni fisici e ha filmato ciò che accadde con la polizia in seguito, mostrando un Vitas barcollante tenuto in piedi dalle autorità, con sua moglie Svetlana che lanciava ingiurie e la figlia di quattro anni che piangeva. I reportage dichiaravano che Vitas avesse minacciato la ciclista con una pistola giocattolo, ma il tribunale deliberò queste accuse come infondate. Vitas ammise la colpa e, nonostante la minaccia di 10 anni di prigione, il tribunale Ostankinko di Mosca lo multò per 100,000 rubli (€2,250) il 26 agosto 2013 per aver assalito un poliziotto. Lo scandalo non coinvolse la sua popolarità in Russia, visti i tutto esaurito delle sue apparizioni successive. Ciononostante, il concerto di Chongqing, in Cina, fu cancellato per le scarse vendite.
Dal 2013 l'artista è molto più aperto sulla sua vita privata, ed è spesso ospite di numerosi programmi televisivi e talk show. Vive a Mosca con la moglie e i figli.

## Discografia

### Album in studio
- 2001 – Philosophy of Miracle (Философия чуда)
- 2002 – Smile! (Улыбнись)
- 2003 – Mama (Мама)
- 2003 – The Songs of My Mother (Песни моей мамы)
- 2004 – A Kiss as Long as Eternity (Поцелуй длинною в вечность)
- 2006 – Return Home (Возвращение домой)
- 2007 – Return Home 2 - Crane's Crying (Возвращение домой 2 - Криком журавлиным)
- 2009 – Say You Love (Скажи, что ты любишь)
- 2011 – Mommy and Son (Мама и сын)
- 2013 – The Story of My Love. part 1: Only You (История моей любви. часть 1: Только ты)
- 2014 – The Story of My Love. part 2: I'll Give You the World (История моей любви. часть 2: Я подарю тебе весь мир)

### Singoli
- 2001 – Opera n.2 (Опера 2)
- 2001 – Opera n.1 (Опера 1)
- 2002 – Smile! (Улыбнись)
- 2002 – Good-Bye
- 2003 – The Star (Звезда)
- 2003 – Mama (Мама)
- 2003 – Bird of Happiness (Птица счастья)
- 2004 – A Kiss as Long as Eternity
- 2005 – Shores of Russia (Берега России)
- 2006 – Lucia di Lammermoor
- 2006 – Crane's Crying (Криком журавлиным)
- 2007 – Jamaica (Ямайка)
- 2009 – Love Me (Люби меня)
- 2009 – La Donna è Mobile
- 2011 – Mommy and Son (Мама и сын)
- 2013 – Only You (Только ты)
- 2013 – I'll Give You the World (Я подарю тебе весь мир)
- 2015 – I Divide Love into Parts (Делю любовь на доли)
- 2019 – The 7th Element

## Tour
- 2001/03 – Opera Tour
- 2003/05 – The Songs of My Mother
- 2006/08 – Return Home
- 2009/11 – Sleepless Night
- 2011/13 – Mommy and Son
- 2014/16 – The Story of My Love